# Palpares auratus
Palpares auratus is een insect uit de familie van de mierenleeuwen (Myrmeleontidae), die tot de orde netvleugeligen (Neuroptera) behoort. 
Palpares auratus is voor het eerst wetenschappelijk beschreven door Esben-Petersen in 1922.